# Жигілій Володимир Вікторович
Володимир Вікторович Жигілій (16 грудня 1952 , Харківська область ) — радянський баскетболіст, бронзовий призер Олімпійських ігор, чемпіон світу та Європи.

## Титули та досягнення
За збірну
- Бронзовий призер Олімпійських ігор (2): 1976, 1980
- Чемпіон світу (1): 1974
- Срібний призер чемпіонату світу (1): 1978
- Чемпіон Європи (1): 1979
- Срібний призер чемпіонату Європи (2): 1975, 1977

Клубні
- Бронзовий призер чемпіонату СРСР (4): 1975, 1976, 1980, 1982
- Володар Міжконтинентального кубку (2): 1975, 1977
- Чемпіон Спартакіади (2): 1975, 1979